# Picoseconde
| Kleinere eenheden | Kleinere eenheden | Kleinere eenheden |
| factor            | naam              | symbool           |
| ----------------- | ----------------- | ----------------- |
| 10−30             | quectoseconde     | qs                |
| 10−27             | rontoseconde      | rs                |
| 10−24             | yoctoseconde      | ys                |
| 10−21             | zeptoseconde      | zs                |
| 10−18             | attoseconde       | as                |
| 10−15             | femtoseconde      | fs                |
| 10−12             | picoseconde       | ps                |
| 10−9              | nanoseconde       | ns                |
| 10−6              | microseconde      | µs                |
| 10−3              | milliseconde      | ms                |
| 1                 | seconde           | s                 |
| 103               | kiloseconde       | ks                |

Een picoseconde is een biljoenste van een seconde (10−12 van een seconde of 1 ps). Het woord wordt gevormd door het voorvoegsel pico, gevoegd bij de eenheid seconde. In het dagelijks taalgebruik is het ongewoon om in picoseconden te spreken, omdat het vele ordes van grootte kleiner is dan wat mensen zonder hulpmiddelen kunnen waarnemen. Deze eenheid wordt regelmatig aangewend in de fysica, voornamelijk bij de golftheorie.

## Picoseconden in de wetenschap
- 1 picoseconde is de halfwaardetijd van een bottom quark
- 1 picoseconde is de schakeltijd van de snelste optische schakelaar, mogelijk om informatie met 1000 GHz te verwerken
- 2 picoseconde bedraagt de schakeltijd van de snelste transistor (604 GHz) ter wereld, gemeten in 2005
- 3,335 640 95 picoseconden bedraagt de tijd waarin het licht 1 millimeter aflegt